# Adnaviria
Adnaviria é um reino de vírus que inclui vírus arqueais que possuem um virion filamentoso (isto é, corpo) e um genoma de DNA linear de fita dupla. O genoma existe na forma A (A-DNA) e codifica uma proteína dimérica do capsídeo principal (MCP) que contém a dobra SIRV2, um tipo de feixe alfa-hélice contendo quatro hélices. O virion consiste no genoma envolto em proteínas do capsídeo para formar um complexo nucleoproteico helicoidal. Para alguns vírus, essa hélice é cercada por uma membrana lipídica chamada envelope. Alguns contêm uma camada de proteína adicional entre a hélice de nucleoproteína e o envelope. Virions completos são longos e finos e podem ser flexíveis ou rígidos como uma haste.
A Adnaviria foi estabelecida em 2020 depois que a microscopia eletrônica criogênica mostrou que os vírus no reino estavam relacionados devido a um MCP compartilhado, A-DNA e estrutura geral do vírion. Os vírus em Adnaviria infectam archaea hipertermofílicos, ou seja, archaea que habitam ambientes de temperatura muito alta, como fontes termais. Seu genoma A-DNA pode ser uma adaptação a este ambiente extremo. Os vírus em Adnaviria existem potencialmente há muito tempo, pois acredita-se que eles possam ter infectado o último ancestral comum archaeal. Em geral, eles não mostram nenhuma relação genética com nenhum vírus fora do reino.

## Etimologia
Adnaviria leva a primeira parte de seu nome, A-dna, de A-DNA, referindo-se ao DNA genômico da forma A de todos os vírus no reino. A segunda parte, - viria é o sufixo usado para domínios de vírus. O único reino no reino, Zilligvirae, recebeu o nome de Wolfram Zillig (1925–2005) por sua pesquisa sobre archaea hipertermofílico, com o sufixo do reino do vírus - virae. O nome do único filo, Taleaviricota, é derivado do latim talea, que significa "vara", referindo-se à morfologia dos vírus no reino, e ao sufixo do filo do vírus - viricota. Por fim, a única classe no reino, Tokiviricetes, é construída a partir do georgiano toki (თოკი), que significa "fio", e o sufixo usado para classes de vírus, - viricetes.

## Características
Os vírus em Adnaviria infectam arqueas hipertermofílicas e possuem genomas lineares de DNA de fita dupla (dsDNA) variando de cerca de 16 a 56 pares de quilobases de comprimento. As extremidades de seus genomas contêm repetições terminais invertidas. Notavelmente, seus genomas existem na forma A, também chamada de A-DNA. A forma A é proposta como uma adaptação que permite a sobrevivência do DNA em condições extremas, uma vez que seus hospedeiros são microrganismos hipertermófilos e acidófilos do domínio archaea. Além disso, os vírus Adnaviria têm alta redundância genômica, um mecanismo de adaptação para sobreviver em ambientes tão extremos.
A criação do A-DNA genômico é causada por uma interação com os dímeros da proteína principal do capsídeo (MCP), que, durante a montagem do virion, cobre o B-DNA pré-genômico para formar um complexo nucleoproteico helicoidal contendo o A-DNA genômico.
A hélice de nucleoproteínas é composta por unidades assimétricas de duas MCPs. Para rudivírus, este é um homodímero, enquanto para lipothrixvírus e tristromavírus, é um heterodímero de MCPs parálogos. Os MCPs dos vírus em Adnaviria contêm uma estrutura dobrada que consiste em um tipo de feixe alfa-hélice que contém quatro hélices chamado de dobra SIRV2, nomeado após o vírus de mesmo nome, Sulfolobus islandicus vírus em forma de bastonete 2 (SIRV2). Existem variações na estrutura da proteína, mas a mesma estrutura de base é mantida em todos os adnavírus.
Os adnavírus têm vírions filamentosos, ou seja, são longos, finos e cilíndricos. Os lipohrixvírus têm vírions flexíveis com cerca de 900 nanômetros (nm) de comprimento e 24 nm de largura, nos quais a hélice de nucleoproteína é cercada por um envelope lipídico. Os tristromavírus, com cerca de 400 por 32 nm, também possuem vírions flexíveis com um envelope e contêm uma camada de bainha de proteína adicional entre o complexo de nucleoproteína e o envelope. Os rudvírus têm vírions rígidos, semelhantes a bastonetes, com cerca de 600–900 por 23 nm. Em ambas as extremidades do virion, os lipothrixvirus têm estruturas semelhantes a esfregões ou garras conectadas a um colar, enquanto os rudivírus e os tristromavírus têm tampões em cada extremidade, dos quais emanam feixes de filamentos finos.

## Filogenética
Os vírus em Adnaviria existem potencialmente há muito tempo, pois acredita-se que eles possam ter infectado o último ancestral comum archaeal. Em geral, eles não apresentam relação genética com vírus fora do reino. Os únicos genes que são compartilhados com outros vírus são glicosiltransferases, fatores de transcrição fita-hélice-hélice e proteínas anti- CRISPR. Os adnavírus são morfologicamente semelhantes aos vírus filamentosos não archaeais, mas seus vírions são construídos a partir de diferentes proteínas do capsídeo. Os vírus de Clavaviridae, uma família de vírus archaeal filamentosos morfologicamente semelhantes aos adnavírus, também possuem MCPs que não apresentam relação com os MCPs de vírus em Adnaviria e, por esse motivo, são excluídos do reino.

## Classificação
Adnaviria é monotípica até o nível de sua única classe, Tokiviricetes, que tem três ordens. Esta taxonomia é mostrada a seguir:

- Reino: Adnaviria
  - Reino: Zilligvirae
    - Filo: Taleaviricota
      - Classe: Tokiviricetes
        - Ordem: Ligamenvirales, que contém vírus que infectam archaea da ordem Sulfolobales, contendo as famílias Lipothrixviridae e Rudiviridae
        - Ordem: Maximonvirales, que contém vírus que infectam archaea da ordem Candidatus Menathophagales, atualmente contendo a única espécie Yumkaaxvirus pescaderoense
        - Ordem: Primavirales, que contém vírus que infectam archaea da ordem Thermoproteales, contendo a família Tristromaviridae

## História
Os vírus de Adnaviria começaram a ser descobertos na década de 1980 por Wolfram Zillig e seus colegas. Para descobrir esses vírus, Zillig desenvolveu os métodos usados para cultivar seus hospedeiros. Os primeiros a serem descritos foram TTV1, TTV2 e TTV3 em 1983. O TTV1 foi classificado como o primeiro lipothrixvirus, mas agora é classificado como um tristromavirus. O SIRV2, um rudivírus, tornou-se um modelo para estudar as interações vírus-hospedeiro após sua descoberta em 1998. As famílias Lipothrixviridae e Rudiviridae foram então unidas sob a ordem Ligamenvirales em 2012 com base em evidências de sua relação. A microscopia eletrônica criogênica mostraria mais tarde em 2020 que os MCPs de tristromavírus continham uma dobra semelhante a SIRV2 como ligamenvírus, fornecendo justificativa para o estabelecimento de Adnaviria no mesmo ano.